# Рудник Рідімер
Рудник Рідімер (Redeemer) – гірничодобувний майданчик на заході Австралії. Одна з копалень на золоторудному полі Лавлерс/Егню.
Родовище золота Рідімер виявила у 1985 році Western Mining Corporation (яка вже мала дещо північніше рудник Варунга). У 1988-му почалась його розробка відкритим способом, що тривала до 1991 року та дозволила вилучити 2,1 млн тонн руди, що містила 7,4 тонни золота (є відомості, що глибина кар’єру становила 50 метрів). З 1990-го також почали видобуток підземним способом, який тривав по 2002 рік та призвів до вилучення 9,2 млн тонн руди і 36,6 тонни золота. Накопичений видобуток обома способами склав 11,3 млн тонн руди та 43,9 тонни золота.
В 2022 – 2023 році неподалік від кар’єру Рідімер (що вже був засипаний «пустою» породою з інших копалень району) протягом 8 місяців відпрацювали невеликий кар’єр Баррен-Лендз (Barren Lands), що потребувало екскавації 2,5 млн м3 породи. Після цього з кар’єр почалось спорудження порталу та транспортного ухилу, за допомогою якого збираються відпрацювати підземним сховищем глибокі горизонти рудних тіл Рідімір та Баррен-Лендз. З проектом глибина рудника має досягнути 550 метрів, а його запаси оцінюються у 1,53 млн тонн руди та 8,4 тонни золота (крім того, ресурси оцінили у 4,56 млн тонн руди та біля 24 тонн золота).